# مورغان ج. فريمان
مورغان ج. فريمان (بالإنجليزية: Morgan J. Freeman)‏ (و. 1969  م) هو مخرج أفلام، وكاتب سيناريو أمريكي، ولد في لونغ بيتش، كاليفورنيا.

## التعليم
تعلم في جامعة كاليفورنيا، سانتا باربرا
.

## وصلات خارجية
- مورغان ج. فريمان على موقع IMDb (الإنجليزية)
- مورغان ج. فريمان على موقع ألو سيني (الفرنسية)
- مورغان ج. فريمان على موقع أول موفي (الإنجليزية)
- مورغان ج. فريمان على موقع قاعدة بيانات الأفلام السويدية (السويدية)
- مورغان ج. فريمان على موقع قاعدة بيانات الفيلم (الإنجليزية)
- مورغان ج. فريمان على موقع كينوبويسك (الروسية)